# Tabláu
Tabláu es una entidad de población española de la parroquia de Ambás, perteneciente al concejo de Grado, en la comunidad autónoma de Asturias. En 2023, la entidad singular de población tenía empadronados dos habitantes.